# Ballynahinch Rugby Football Club
Maillots
Actualités
Ballynahinch Rugby Football Club est un club nord-irlandais de rugby à XV base à Ballynahinch, une ville du Comté de Down. Le club a été fondé en 1954 et est affilié au club provincial de l’Ulster Rugby et à l’Irish Rugby Football Union (IRFU). L’équipe première joue actuellement en première division 1B du Championnat d'Irlande de rugby à XV. Le club possède aussi six équipes seniors jouant dans les différents championnats de développement. Le club est aussi présent dans les catégories de jeunes : moins de 20 ans, moins de 18 ans, moins de 16 ans, moins de 14 ans et mini rugby.

## Histoire
En 2009, le Ballynahinch RFC réalise un triplé historique en remportant la All-Ireland Cup, le championnat national de seconde division, la Coupe de l'Ulster et le championnat de l'Ulster.

## Palmarès
- All-Ireland Cup
  - 2009
- AIB League Division 2 
  - 2009
- Ulster Senior League
  - 2009, 2013, 2014, 2015, 2019, 2022
- Ulster Senior Cup
  - 2009, 2015, 2016, 2017

- Ulster Junior Cup
  - 1966, 1967, 1988, 1992, 1995
- Ulster Towns Cup
  - 1964, 1987, 1988, 1990, 1995
- Knutty Crust Cup
  - 1985, 1986, 1990